# Joseph Valentin Eybel
Joseph Valentin Sebastian Eybel (né le 3 mars 1741 à Vienne, mort le 30 juin 1805 à Linz) est un pamphlétaire autrichien.

## Biographie
Eybel va au gymnasium jésuite de Vienne. Il fait des études de philosophie avec les jésuites afin de devenir membre du clergé. Cependant, il change et part en 1765 comme adjoint du gouvernement à Graz, mais revient à Vienne et étudie le droit. Il est docteur sous la direction de Paul Joseph von Riegger. Il est en 1773 professeur associé à l'université de Vienne et en 1777 professeur ordinaire de droit canonique. À la suite de la publication de son Introductio in jus ecclesiasticum catholicorum, il tombe en défaveur et doit abandonner son poste de professeur en 1779.
Eybel déménage en 1779 en tant qu'administrateur de district au sein de l'unité chargée des questions spirituelles et de tolérance à Linz, où il joue un rôle important dans la dissolution des monastères au moment du joséphisme. En 1782, au moment du voyage de Pie VI à Vienne, il publie anonymement Was ist der Papst? ainsi que d'autres pamphlets contre les doctrines de l'église. La bulle pontificale Super soliditate en 1784 prononce l'anathème. La même année, la Congrégation pour la doctrine de la foi classe Introductio in jus ecclesiasticum catholicorum dans l’Index librorum prohibitorum. En 1787, en raison de sa critique de l'église, il doit à nouveau déménager et devient membre du Gubernial d'Innsbruck, . Cependant, en 1797, il revient à Linz.